# Neustadt (Neustadt am Main)
Neustadt ist der Hauptort der Gemeinde Neustadt am Main im unterfränkischen Landkreis Main-Spessart in Bayern.

## Geographie
Neustadt liegt zwischen Lohr am Main und Marktheidenfeld am rechten Ufer des Mains. Nachbargemarkungen sind Rodenbach am Main, Erlach am Main, Roden, Zimmern, Rothenfels, der Fürstlich Löwensteinsche Park, der Forst Lohrerstraße und Wombach.

## Religion
Das Pfarrdorf Neustadt ist in religiöser Hinsicht katholisch geprägt. Die Pfarrei St. Michael und St. Gertrud gehört zum Dekanat Lohr.